# Internationale Cricket-Saison 2017
Die internationale Cricket-Saison 2017 fand zwischen Mai 2017 und September 2017 statt. Als Sommersaison wurden vorwiegend Heimspiele der Mannschaften aus Europa und Afrika ausgetragen, welche durch das ICC Future Tours Programm 2011–2020 vorgegeben sind. Die ausgetragenen Tests der internationalen Touren bilden die Grundlage für die ICC Test Championship. Die ODI bilden den Grundstock für die ICC ODI Championship und die Twenty20-Spiele für die ICC T20I Championship. Höhepunkt der Saison ist die ICC Champions Trophy 2017 die im Juni in England ausgetragen wurde.

## Überblick

### Internationale Touren
| Beginn             | Heimteam    | Auswärtsteam | Resultate | Resultate | Resultate | Artikel |
| Beginn             | Heimteam    | Auswärtsteam | Test      | ODI       | Twenty20  | Artikel |
| ------------------ | ----------- | ------------ | --------- | --------- | --------- | ------- |
| 5. Mai 2017        | England     | Irland       |           | 2–0 [2]   |           | Artikel |
| 24. Mai 2017       | England     | Südafrika    | 3–1 [4]   | 2–1 [3]   | 2–1 [3]   | Artikel |
| 2. Juni 2017       | West Indies | Afghanistan  |           | 1–1 [3]   | 3–0 [3]   | Artikel |
| 15. Juni 2017      | Schottland  | Simbabwe     |           | 1–1 [2]   |           | Artikel |
| 23. Juni 2017      | West Indies | Indien       |           | 1–3 [5]   | 1–0 [1]   | Artikel |
| 27. Juni 2017      | Sri Lanka   | Simbabwe     | 1–0 [1]   | 2–3 [5]   |           | Artikel |
| 26. Juli 2017      | Sri Lanka   | Indien       | 0–3 [3]   | 0–5 [5]   | 0–1 [1]   | Artikel |
| 17. August 2017    | England     | West Indies  | 2–1 [3]   | 4–0 [5]   | 0–1 [1]   | Artikel |
| 27. August 2017    | Bangladesch | Australien   | 1–1 [2]   |           |           | Artikel |
| 13. September 2017 | Irland      | West Indies  |           | 0–0 [1]   |           | Artikel |

### Internationale Turniere
| Beginn            | Turnier                                      | Land      |
| ----------------- | -------------------------------------------- | --------- |
| 12. Mai 2017      | Ireland Tri-Nation Series 2017               | Irland    |
| 23. Mai 2017      | ICC World Cricket League Division Three 2017 | Uganda    |
| 1. Juni 2017      | ICC Champions Trophy 2017                    | England   |
| 3. September 2017 | ICC World Cricket League Division Five 2017  | Südafrika |

### Fortlaufende Turniere
| Dauer     | Turnier                                       |
| --------- | --------------------------------------------- |
| 2015–2017 | ICC Intercontinental Cup 2015–2017            |
| 2015–2017 | ICC World Cricket League Championship 2015–17 |

### Internationale Turniere (Frauen)
| Beginn       | Turnier                                       | Land      |
| ------------ | --------------------------------------------- | --------- |
| 7. Mai 2017  | South Africa Women’s Quadrangular Series 2017 | Südafrika |
| 7. Juli 2017 | Women’s Cricket World Cup 2017                | England   |

## Nationale Meisterschaften
Aufgeführt sind die nationalen Meisterschaften der Full Member des ICC.
| Land        | First-Class                        | List A                        | Twenty20                      |
| ----------- | ---------------------------------- | ----------------------------- | ----------------------------- |
| Afghanistan |                                    |                               | Shpageeza Cricket League 2017 |
| England     | County Championship 2017           | Royal London One-Day Cup 2017 | Twenty20 Cup 2017             |
| Indien      |                                    |                               | Indian Premier League 2017    |
| Irland      | Inter-Provincial Championship 2017 | Inter-Provincial Cup 2017     | Inter-Provincial Trophy 2017  |
| Pakistan    |                                    | Pakistan Cup 2017             |                               |
| West Indies |                                    |                               | Caribbean Premier League 2017 |